# عمر الرواسي
أبو الفتيان عمر بن عبد الكريم بن سعدويه بن مهمت الدهستاني الرواسي محدث وأحد رواة الحديث النبوي.
سمع ببلده المحدث أبا مسعود البجلي الرازي وصحبه، وبنيسابور أبا حفص بن مسرور، وعبد الغافر الفارسي، وأبا عثمان الصابوني، وبحران مبادر بن علي، وببغداد القاضي أبا يعلى بن الفراء، وأبا جعفر بن المسلمة وأمثالهم. حدث عنه أبو بكر الخطيب شيخه، وأبو حامد الغزالي، وأبو حفص عمر بن محمد الجرجاني، ومحمد بن عبد الواحد الدقاق، والفقيه نصر بن إبراهيم المقدسي شيخه، وهبة الله بن أحمد بن الأكفاني، والحافظ إسماعيل بن محمد التيمي، ومحمد بن الحسن الجويني وعدة، والسلفي بالإجازة، وقدم طوس في آخر عمره، فصحح عليه الغزالي الصحيحين، ثم سار إلى مرو باستدعاء محدثها أبو بكر السمعاني ليحملوا عنه فأدركته المنية بسرخس.
قال أبو جعفر بن أبي علي الحافظ: «ما رأيت في تلك الديار أحفظ منه، لا بل في الدنيا كلها كان كتابا جوالا دار الدنيا لطلب الحديث ، لقيته بمكة ورأيت الشيوخ يثنون عليه، ويحسنون القول فيه، ثم لقيته بجرجان، وصار من إخواننا». قال إسماعيل التيمي: «هو خريج أبي مسعود البجلي، سمعته يقول: دخل أبو إسماعيل دهستان فاشترى من أبي رأسا ودخل يأكله، فبعثني أبي إليه، فقال لي: تعرف شيئا، قلت: لا، فقال لأبي: سلمه إلي فسلمني إليه، فحملني إلى نيسابور، وأفادني وانتهى أمري إلى حيث انتهى». قال ابن نقطة: «سمعت غير واحد، يقولون: إن أبا الفتيان سمع من ثلاثة آلاف وست مائة شيخ». قال خزيمة بن علي المروزي: «سقطت أصابع عمر الرواسي في الرحلة من البرد». قال الدقاق في رسالته: «حدث عمر بطوس بصحيح مسلم من غير أصله، وهذا أقبح شيء عند المحدثين». قال الذهبي: قد توسعوا اليوم في هذا جدا، وفي ذلك تفصيل}}. قال ابن ماكولا:« كتب عني الرواسي، وكتبت عنه ووجدته ذكيا». قال السمعاني: «سمعت أبا الفضل أحمد بن محمد السرخسي يقول: لما قدم عمر بن أبي الحسن علينا أملى فحضره عدة، فقال: أنا أكتب أسماء الجماعة على الأصل وسألهم وأثبت ففي المجلس الثاني أخذ القلم وكتبهم كلهم على ظهر قلب وما سألهم فقيل: كانوا سبعين نفسا».

## وفاته
فمات سنة 503 هـ،عاش خمسا وسبعين سنة.